# M☆Splash!!
M☆Splash!!（エム・スプラッシュ）は、プロ野球・千葉ロッテマリーンズの公式チア・パフォーマー（チアリーディング）チーム。

## 前史
ロッテではパシフィック・リーグのチームでは初めて、川崎球場が本拠地であった当時の1978年シーズンオフにチアリーディングチームを結成して活動していたが、1991年シーズンオフの本拠地移転を機に消滅した。

## 概要
2004年、それまでの球団マスコットガール「ベースボールガール」を母体に結成され、ロッテオリオンズ以来のチアリーディングチームが復活し、チアパフォーマーとしての活動を開始した。
初代ディレクターおよび現在（4代目）のディレクター兼ヘッドコーチは長峰美紀（ジェット・スフィーン〈後述〉ディレクター）、2代目チームディレクターは、中山麻紀子（元ワシントン・レッドスキンズチアリーダー）、3代目ディレクターは豊田洋子である。チームの目標は、「ファンや地域の人々から愛される千葉ロッテマリーンズのイメージキャラクター的な存在（公式サイトによる）」である。
メインの活動はシーズン中の千葉マリンスタジアム（通称：ZOZOマリンスタジアム）でのホームゲームおよび遠征先でのチアパフォーマンスであるが、その他にテレビ、イベント時のダンス出演、マリーンズグッズの販売促進、チャリティー、プロモーション、地域振興活動（例：小学校・幼稚園などへの訪問）など多岐に渡る。さらにホームゲームの前後には、QVCマリンフィールドの正面入り口に設けられたステージで、M☆Splash!!単独、マーくん他のキャラクターと、時には他球団のキャラクターおよびチアパフォーマーとも合同でショーが開催される。また、毎試合メンバーのうち2名が、黒を基調とした衣装を着て「BLACK☆Splash!!」となり、ビジター側を盛り上げるキャラクター「COOL」とともに3塁側スタンドで活動している。
過去にはボビー・バレンタイン元監督（2009年シーズンをもって退任。前ボストン・レッドソックス監督）をはじめ、里崎智也、渡辺俊介といった選手とも共演した例がある。
公式ファンクラブ「TEAM26」（「26番目の選手たち」の意）と共に球団を応援する存在であることから「27番目の選手」と位置付けられており、一時はコスチュームに「Team27」の文字も入っていた（現行のコスチュームにはない）。なお、背番号としての27は2022年現在山本大貴が使用している。
メンバーの苗字は非公開でファーストネームのみ。公式サイトには2011年度まではリーダーとサブリーダー（2名）のみが掲載されていたが、2012年度から全メンバーの顔写真とファーストネームが漢字表記付きで公開されるようになった。なお、契約は1年毎となっており、毎年入団オーディションが行なわれる。
ロッテ球団傘下のダンススクール「マリーンズ・ダンス・アカデミー（MDA）」では、M☆Splash!!のインストラクター資格を持つメンバーおよび元メンバーが指導に当たっている。MDAにはキッズ（幼稚園）、リトル（小1 - 小4）、ジュニア（小5 - 中3）、メイツ（高校生以上）、ユース（高校生以上の選抜メンバー）、の5つのクラスがある（M☆Splash!!本体は「トップチーム」と呼ばれる）。アカデミーの生徒は「Mini☆Splash!!」として、開幕戦などでトップチームと共にダンスを披露する（スクールの発表会も兼ねている）。セ・パの他球団もチアダンススクールを運営しているが、日本シリーズ（2010年）、オールスター戦（2011年、2017年）双方に出演実績があるのはMDAのみである。また、MDAは男子の入学も受け付けており、複数の男子生徒が在籍している（なお、男子のユニフォームはシャツに短パン）。

## 他チームとの交流
ヴィーナス（読売ジャイアンツのマスコットガール。2006年まではチームジャビッツ21）と、2009年6月のニッポン放送の特番で初めて共演を果たし、交流戦では2015年6月13日に初共演が実現した。他方、チアドラゴンズ（中日ドラゴンズのチアリーディング・チーム）と、diana（横浜DeNAベイスターズのチアリーディング・チーム）とはマスコットも含め相互に交流している。特にチアドラゴンズとは、2011年の交流戦のオープニングおよびスペシャルショーにおいて、互いのレッグカバーを交換して出演するなど、関係が深い。
2008年8月にファイターズガール（北海道日本ハムファイターズのチアリーディング・チーム）とチア交流を行った。
野球以外では、同じ千葉市を本拠地とするプロサッカークラブであるジェフユナイテッド市原・千葉のチアパフォーマンスチームジェット・スフィーンとの、マスコットも含めたコラボレーションも行っている。

## スタッフによる盗撮事件
2015年12月、メンバー2名が更衣所にて隠しカメラを発見し発覚。動画には犯行に及ぶ運営スタッフ(X)の姿が記録されていた。これによりXは軽犯罪法違反の罪で千葉簡易裁判所に起訴され、2016年6月に過料の制裁を受けた。この事件でXは2013年から判明しているだけでも47回にわたり、49名ものメンバーの着替えを盗撮していた。被害者であるメンバーのうち7名は、マリーンズ、運営会社(*社)、Xに対し損害賠償を請求したが、その過程において*社やコーチにより訴えを取り下げるよう仄めかされたという証拠が裁判で提出されている。この裁判の判決は2018年8月24日に言い渡され、*社とXに33万円ずつの賠償が命じられた。その後、原告・被告双方より控訴され、2019年1月11日、東京高等裁判所において40万円の支払いで和解が成立した。

## その他
- MC庄司こなつ・村井真里（2009年シーズンで退任）・渡辺将成と試合前・後のステージを盛り上げている。
- 2006年度のメンバーにかつて「みんなが出るテレビ」（tvk）のレポーターとして出演していた水木香がいる（番組で共演した出口紗智子はチームヴィーナスの2007年度メンバー）。
- 同じく2006年度メンバーの生宗香が『ぷっ』すま (テレビ朝日・2007年1月16日放送)の「ペア当て眼力バトル! リアル神経衰弱!」に出題者として出演。マスコットのマーくんも応援に駆けつけた。
- 女優魂（中京テレビ放送制作・日本テレビ系列ネット）にメンバーのうち2名が出演したことがある。この時はチアドラゴンズからも2名が出演し、その4人のうちの誰が偽物かを当てる内容だった。偽物を演じたのは鈴木あきえでチアドラゴンズに扮していた。
- 過去には「エムマキトビコ（3人組のアクロバットチーム）」「ハッピーセット」などのサブユニットがあり、試合前後のショーなどで活動していた。その後も通常のパフォーマンスに加えて、主としてマーくんとともに、「マー様Night」「マー様Night Z」などのコミカルな設定のキャラクターショーに高頻度で出演する「バラエティ班」と呼ばれるメンバーが居る。2012年度からは、新たにメンバー6名で編成されるダンスボーカルユニット「MMN（Marines Music Navigation）」が活動を開始、4月8日（日）の対日本ハム戦後のステージショーでミニライブを行った。
- アイドルグループ乃木坂46の4期生、柴田柚菜は、自身のブログ[3]において、MDA出身であることを発表している。
- 2022シーズンより、元投手の黒木知宏の長女・MEI（黒木芽依）がメンバーとして加入。2代（父娘）でロッテの関係者となった（在任期間：2022～24）[4]。

## 出身者
- 滝川あずさ
- 中嶋春香
- 上遠野紗織
- 清水恵美
- 橘田いずみ
- 西山未織